# チェーンガン
チェーンガン（英語: chain gun）は、機関銃・砲の作動方式の一つ。また、それを採用した銃砲の通称。

## 原理
チェーン駆動式機関銃は、単銃身で単遊底を有し、チェーン機構を利用した外部動力によって駆動される機関銃である。電動機などの外部動力によってチェーンが回転するのに伴い、これと連結した揺底が前後運動を行い、これに組み込まれた遊底は、オープンボルト式の発射サイクルに準じて後座および複座の工程を繰り返すこととなる。
このようなメカニズムがあることから、不発射弾があっても空薬莢と同様に自動的に排出されることになり、排莢レバーを操作し手動で除去する必要がない。同じく外部動力式のガトリング砲と比べて発射速度が低く、また銃砲身が1つしかないために加熱しやすいという制約がある一方、初弾から弾道が安定しており、数発のみの射撃にも適し、発射速度も調整しやすくなっている。

## 概史
米南北戦争期、エイガー機銃などの手回し外部動力単銃身・単薬室機関銃類が盛んに開発されたが、ガトリング砲などと同様に余り評価は高くなく、その後の単銃身・単薬室自力駆動機関銃の開発普及で一旦はその系統は途絶えた。
1972年より、ヒューズ・ヘリコプターズ社は電動機による自動機構を備えた機関砲の開発に着手した。これによって開発されたのがM230であり、イギリスのADENやフランスのDEFA 550と同規格の30×113mmB弾を使用するモデルは、1984年にはAH-64 アパッチの搭載機関砲として装備化された。
またヒューズ社は、1975年からは25×137mm弾を使用するモデルの開発にも着手、アメリカ陸軍のブッシュマスター計画に応募して、1979年には次期歩兵戦闘車（後のM2ブラッドレー）の搭載機関砲としての採用が決定し、1980年2月にM242として制式化された。同砲をもとにスケールアップして、30mm×173弾仕様のブッシュマスターII、35mm×228弾仕様のブッシュマスターIII、40mm×365R弾仕様のブッシュマスターIVも製品化されている。またこれらをもとに口径のみ拡大したモデルとして、ブッシュマスターIIの40mm×180弾仕様はXM813、ブッシュマスターIIIの50mm×228弾仕様はXM913として仮採用されている。
なおヒューズ社の銃砲部門は1984年にマクドネル・ダグラスに買収されたが、1997年には同社自体がボーイングに買収された。2002年にはボーイング社の銃砲部門はアライアント・テックシステムズ（ATK）社に売却され、2015年にはオービタルATKに改編された後、2018年にはノースロップ・グラマンに買収されてノースロップ・グラマン・イノベーション・システムズとなった。

### チェーンガン一覧
- EX-34 - 7.62×51mm弾仕様
- M230 - 30×113mmB弾仕様
- ブッシュマスター - 25×137mm弾仕様
- ブッシュマスターII - 30×173mm弾仕様
- ブッシュマスターIII - 35mm×228弾仕様
- ブッシュマスターIV（英語版） - 40×365mmR弾仕様